# SSV Helsinki
SalibandySeura Viikingit – fiński klub unihokejowy z siedzibą w Helskinkach, założony w 1986 roku. Jedenastokrotny mistrz i pięciokrotny wicemistrz Finlandii. Zdobywca Pucharu Mistrzów w 2011 roku.

## Sukcesy

### Krajowe
Salibandyliiga fińska w unihokeju mężczyzn
- 1.miejsce( 11 x ): 1992/93, 1994/95, 1995/96, 2000/01, 2002/03, 2003/05, 2006/07, 2007/08, 2008/09, 2009/10, 2010/11
- 2.miejsce( 5 x ): 1991/92, 1993/94, 2005/06, 2011/12, 2012/13
- 3.miejsce( 4 x ): 1990/91, 2001/02, 2013/14, 2014/15

### Międzynarodowe
Puchar Europy
- 2. miejsce (4 x ): 1993, 1998, 2002, 2006
- 3. miejsce (2 x ): 1995, 2005

 Puchar EuroFloorball
- 2. miejsce (1 x ): 2009
- 3. miejsce (1 x ): 2008

 Puchar Mistrzów IFF
- 1. miejsce (1 x ): 2011

## Drużyna

### Kadra w sezonie 2015/2016
| Bramkarze             |
| 39 Kristian Krogius   |
| 66 Santtu Strandberg  |
| Obrońcy               |
| 08 Kimmo Kinnunen     |
| 19 Timo Toivonen      |
| 27 Jukka Soini        |
| 29 Jere Liljenbäck    |
| 30 Lauri Stenfors (A) |
| 33 Mikael Lax (A)     |
| 58 Erik Storgårds     |
| 65 Marko Juselius     |
| 90 Tapio Kinnunen     |

| Napastnicy            |
| 07 Harri Forsten (A)  |
| 09 Jani Hyytiäinen    |
| 10 Niclas Meyer       |
| 11 } Pasi Laitila     |
| 12 Mikko Sipilä       |
| 14 Jani Hyytiläinen   |
| 15 Henri Tuhkanen     |
| 18 Roni Laasonen      |
| 23 Tuomas Nylander    |
| 24 Miikka Martikainen |
| 25 Jere Oksanen       |
| 50 Tero Tiitu         |
| 70 Juho Järvinen      |
| 81 Markus Olkkonen    |
| 82 Mikael Järvi       |
| 86 Janne Hyvönen      |
| 87 Miko Kailiala      |
| 91 Kevin Söderling    |